# Édouard Béliard

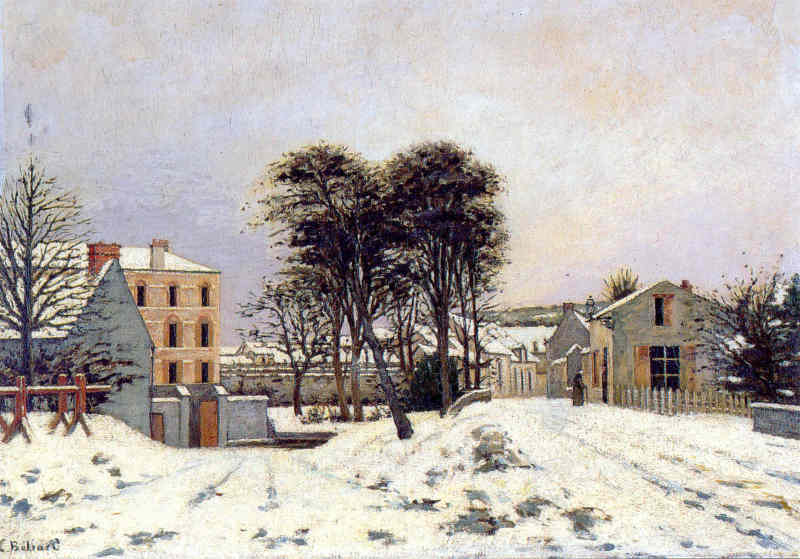
Moara de la Chauffour (1878)

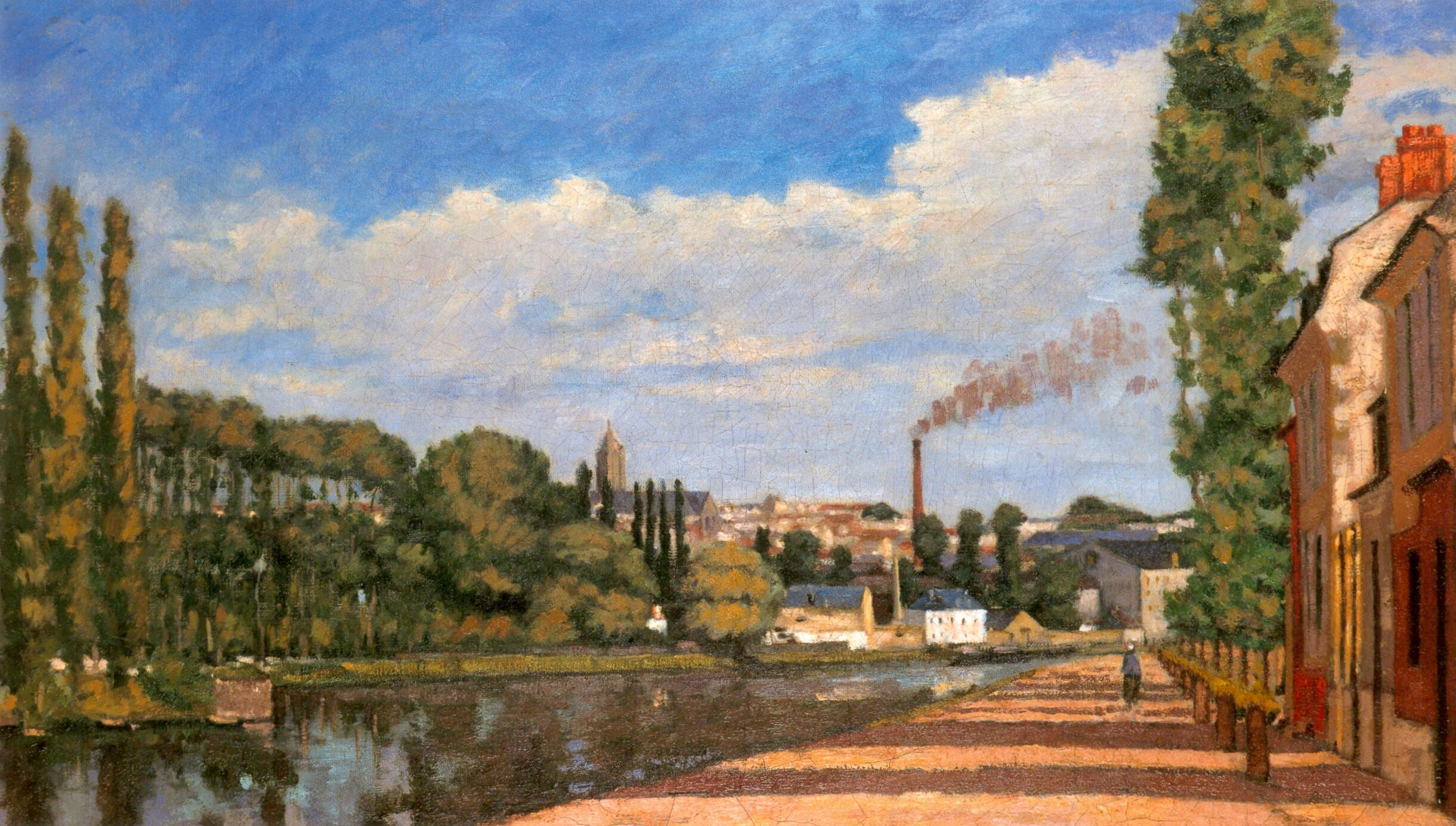
Pontoise; Vedere din ecluze (1874)

Edmond-Joseph Béliard, cunoscut sub numele de Édouard, (n. 24 noiembrie 1832, Paris, Île-de-France, Franța – d. 28 noiembrie 1912, Étampes, Seine-et-Oise, Franța) a fost un pictor impresionist francez.

## Viața și opera
S-a născut la Paris, fiind fiul unui arhitect, și și-a început cariera profesională ca asistent juridic și secretar al lui Alphonse Esquiros⁠(d). Mai târziu, a luat lecții de pictură cu Léon Cogniet și Ernest Hébert⁠(d), unde a intrat sub influența lui Jean-Baptiste Corot. După ce a petrecut o perioadă de timp la Roma, a avut prima sa expoziție la Salon⁠(d) în 1867 și a locuit la Londra între 1870 și 1872.
După întoarcerea sa la Paris, a devenit asociat cu grupul de tineri impresioniști care s-au adunat în jurul lui Edgar Degas și a devenit un prieten apropiat cu Camille Pissarro, pe care l-a cunoscut la Café Guerbois⁠(d). Acolo a făcut cunoștință cu Émile Zola și este posibil să fi fost  sursa de inspirație pentru unul dintre personajele recurente ale lui Zola; pictorul Gagnière.
În 1874 a contribuit la pregătirea primei expoziții impresioniste majore, unde a organizat o retrospectivă a lucrărilor sale. De asemenea, a participat la cea de-a doua expoziție a acestora, concentrându-se pe peisaje, dar, pe măsură ce anii au trecut, s-a îndepărtat de impresionismul pur și a introdus mai multe elemente de realism în lucrările sale.
Și-a petrecut ultimii ani în comuna Étampes, unde a fost primar între 1892 și 1900. O stradă de acolo poartă numele lui.